# Carl Juel
Carl (Charles) Juel, född 20 april 1783 troligen i Norge, död 19 februari 1850 i Grinsbol, Värmskogs socken, var en svensk arkitekt och konstnär. Han var son till brukspatronen Jacob Juel. 
Juel blev student vid Uppsala universitet och bedrev därefter arkitektstudier. Han anställdes som konduktör i Överintendentsämbetet. Han ställde ut 1805-1808 i Konstakademiens utställningar.